# Tyrone Barksdale
Tyrone Barksdale (ur. 27 kwietnia 1974) – amerykański koszykarz, występujący na pozycji rozgrywającego.
W trakcie swojego pobytu w Polsce zaliczył jeden z nielicznych triple-double w Polskiej Lidze Koszykówki. Miało to miejsce w sezonie 1998/99, podczas konfrontacji z zespołem Zastalu Zielona Góra, w trakcie którego zanotował 12 punktów, 11 asyst i 11 zbiórek.

## Osiągnięcia
College
- Zaliczony do składu NCAA Division II All-American Second Team (1997)[2]
- Laureat Dr. Robert Brooker Outstanding Male Athlete Award (1997)[3]

Indywidualne
- 2-krotny uczestnik meczu gwiazd PLK (1998, 1999)[4]
- Zwycięzca konkursu wsadów podczas meczu gwiazd PLK (1999)[5]
- 2-krotny uczestnik konkursu wsadów PLK (1998, 1999)